# オ・ダルス
オ・ダルス（朝: 오 달수、1968年6月15日 - ）は、韓国の俳優。大邱で生まれ、釜山で育つ。釜山東義大学工業デザイン学科中退。劇団蜃気楼万華鏡の代表を務める。

## 略歴
2002年、『海賊、ディスコ王になる』で映画デビューする。2007年、映画『夏物語』の演技が評価され、第15回春史大賞映画祭で助演男優賞を受賞した。2015年の『国際市場で逢いましょう』では、青龍映画賞と大鐘賞の助演男優賞をW受賞した。

## 出演
- 海賊、ディスコ王になる (2002) 日本未公開
- オールド・ボーイ (2003) 日本公開は2004年
- もし、あなたなら〜6つの視線 (2003) 日本公開は2004年、オムニバス映画。その中の一遍「N.E.P.A.L. 平和と愛は終わらない」に出演
- 大統領の理髪師 (2004) 日本公開2005年
- 最後の狼 (2004) 日本公開2005年
- 甘い人生(A Bittersweet Life) (2004)  日本公開は2005年
- クライング・フィスト(Crying Fist) (2005) 日本公開は2006年
- 親切なクムジャさん (2005)
- 殴打誘発者たち(A Bloody Aria) (2006) 日本未公開
- 恋の罠 (2006) 日本公開は2008年
- グエムル-漢江の怪物- (2006) 声の出演
- 夏物語 (2006) 日本公開は2007年
- サイボーグでも大丈夫(I'm a Cyborg, But That's OK) (2006) 日本公開は2007年
- 優雅な世界(The Show Must Go On) (2007) 日本公開は2008年
- かまきり(A Tale of Legendary Libido) (2008) 日本未公開
- グッド・バッド・ウィアード (2008) 日本公開は2009年
- 渇き (2009) 日本公開は2010年
- トラブルシューター・解決士 (2010) 日本未公開（DVD化2012年）
- 春香秘伝 The Servant 房子伝（2010）
- 朝鮮名探偵～トリカブトの秘密(2011年）
- 10人の泥棒たち (2012) 日本公開は2013年
- 7番房の奇跡 (2013) 日本公開は2014年
- 弁護人 (2013) 日本公開は2016年
- 国際市場で逢いましょう (2014) 日本公開は2015年
- ベテラン (2015)
- 暗殺 (2015)
- 朝鮮名探偵2～失われた島の秘密(2015年）
- トンネル 闇に鎖された男 (2016)
- MASTER/マスター (2016)
- プロミス　氷上の女神たち (2016)
- 殺人者の記憶法 (2017)
- 朝鮮名探偵3～鬼＜トッケビ＞の秘密 (2017)
- 偽りの隣人 ある諜報員の告白 (2020)
- 君の親の顔が見てみたい（2022）
- ベテラン 凶悪犯罪捜査班（2024）